# Liste der Teilnehmer an der Krönungsprozession 1937
Die Liste der Teilnehmer an der Krönungsprozession 1937 bei der Prozession zur Krönung britischer Monarchen in die Westminster Abbey ist ein Abbild der Regierung des Vereinigten Königreiches in ihrem parlamentarischen, höfischen und klerikalen Aspekten. Die Träger der höchsten Ämter der britischen Monarchie haben in ihr einen traditionellen Platz.
Die Würdenträger schreiten dabei in festgesetzter Reihenfolge zu ihren vorgegebenen Plätzen. Alle Würdenträger und Geistliche, die an der Prozession teilnehmen, haben dabei reale oder symbolische Aufgaben während der Krönungsliturgie. 
Am 12. Mai 1937, zur Krönung von George VI. und seiner Gemahlin Königin Elisabeth, war die Prozession wie folgt gegliedert:

## Geistliche Würdenträger
| Amt                                                                                | Person/Titel                                                     | Anmerkungen                                                                                           |
| ---------------------------------------------------------------------------------- | ---------------------------------------------------------------- | --- |
| The Abbey Beadle (Kirchdiener)                                                     | Mr. C. Barnest                                                   | |
| The Chaplains (Die Kapläne von Westminster Abbey)                                  | The Reverend J. Stirton, CVO, D.D.                               | |
| The Chaplains (Die Kapläne von Westminster Abbey)                                  | The Reverend A. Main, D.D., D.Litt.                              | |
| The Chaplains (Die Kapläne von Westminster Abbey)                                  | The Very Reverend Charles L Warr, D.D.                           | (Dean of the Chapel Royal in Scotland)                                                                |
| The Chaplains (Die Kapläne von Westminster Abbey)                                  | The Very Reverend T.H. Masters, CBE, M.A.                        | |
| The Chaplains (Die Kapläne von Westminster Abbey)                                  | The Reverend Canon Charles Earle Raven, D.D.                     | (* 4. Juli 1885 † 8. Juli 1964) 1932–1950 Regius Professor of Divinity an der University of Cambridge |
| The Chaplains (Die Kapläne von Westminster Abbey)                                  | The Reverend Canon H. S. Stephenson, M.A.                        | |
| The Chaplains (Die Kapläne von Westminster Abbey)                                  | The Reverend E. K. Talbot, MC, M.A.                              | |
| The Chaplains (Die Kapläne von Westminster Abbey)                                  | The Reverend Canon B. Cunningham, D.D., OBE, M.A.                | |
| The Chaplains (Die Kapläne von Westminster Abbey)                                  | The Reverend Canon Guy Rogers, MC, B.D.                          | |
| The Chaplains (Die Kapläne von Westminster Abbey)                                  | The Reverend F. I. Anderson, V.M.G., M.A.                        | |
| The Chaplains (Die Kapläne von Westminster Abbey)                                  | The Reverend Prebendary J. H. J. Ellison, MVO, M.A.              | |
| The Domestic Chaplains                                                             | The Reverend A. R. Fuller, MVO, M.A.                             | |
| The Domestic Chaplains                                                             | The Very Reverend Albert V. Baillie, KCVO, D.D., Dean of Windsor | |
| The Domestic Chaplains                                                             | The Reverend Prebendary L. J. Percival, KCVO, M.A.               | |
| Die Repräsentanten der Freien Kirchen                                              |                                                                  | |
| Der Vorsitzende der Union der Kongregationalistischen Kirchen of England and Wales | Rev. E. J. Price, M.A., B.D.                                     | |
| Der Moderator der presbyterianischen Kirche von England                            | The Right Reverend James Burns, M.A.,                            | |
| Der Präsident der Baptist Union of Great Britain and Ireland                       | H. L. Taylor, Esq.                                               | |
| Der Präsident der Konferenz der Methodistischen Kirche Großbritanniens             | The Reverend C. E. Walters                                       | |
| Der Moderator des Rates der freikirchlichen Gemeinden                              | The Reverend J. Colville, M.A.                                   | |
| Der Moderator der Vereinigten Rates der Freikirchen                                | The Reverend Melbourn Evans Aubrey                               | (1885–1957)                                                                                           |
| Die Repräsentanten der Church of Scotland                                          |                                                                  | |
| Der Ex-Moderator der Generalversammlung (1930)                                     | The Very Reverend Andrew N. Bogle, D.D.                          | |
| Der Ex-Moderator der Generalversammlung (1925/1929)                                | The Very Reverend John White, CH, D.D., LL.D.                    | (* 1867 † 1951)                                                                                       |
| Der Moderator der Generalversammlung                                               | The Right Reverend Professor Daniel Lamont, D.D.                 | († 1950) (Theologieprofessor am New College, Edinburgh)                                               |
| Der Dekan und die Stiftsherren von Westminster Abbey                               |                                                                  | |
| Der Küster der Stiftsherren                                                        | Mr. G. Rowling                                                   | |
| Das Kreuz von Westminster                                                          | getragen von The Reverend Reverend Jocelyn H. T. Perkins, M.A    | (* 1870 † 1962) Theologe und Autor (1953)                                                             |
|                                                                                    | The Reverend Canon Harold Costley-White, D.D.                    | (* 1878 † 1966), 1938–1953 Dekan von Gloucester                                                       |
|                                                                                    | The Reverend Canon Frank Russell Barry, D.S.O.                   | (18901976), 1941–1964 Bischof von Southwell and Nottingham                                            |
|                                                                                    | The Ven. Archdeacon Frederic Lewis Donaldson, M.A.               | (* 14. September 1860 † 1953)                                                                         |
|                                                                                    | The Reverend Canon Vernon Faithful Storr, M.A.                   | (* 1869 † 1940)                                                                                       |
| Der Dekanatsküster                                                                 | Mr. G. C. Drake                                                  | (1953)                                                                                                |
| Der Dekan von Westminster                                                          | The Very Reverend William Foxley Norris, KCVO, D.D.              | (* 1859 † 28. September 1937), 1917–1925 Dekan von York.                                              |

### Herolde I.
| Amt                           | Person/Titel                                     | Anmerkungen |            |
| Herolde I.                    | Herolde I.                                       | Herolde I. | Herolde I. |
| ----------------------------- | ------------------------------------------------ | --- | ---------- |
| Bluemantle Pursuivant         | Richard Preston Graham-Vivian, Esq. MC,          | (10. August 1896–1979) 1946–1966 Windsor Herald, 1966–1971 Norroy and Ulster King of Arms                              |            |
| Portcullis Pursuivant of Arms | Anthony Richard Wagner, Esq.                     | (1908–1995) 1931 Portcullis, 1943 Richmond, 1961–1978 Garter Principal King of Arms, 1978–1995 Clarenceux King of Arms |            |
| Unicorn Pursuivant of Arms    | Major Harold Andrew Balvaird Lawson              | (* 1899 † 1985), 1939–1953 Unicorn                                                                                     |            |
| Falkland Pursuivant of Arms   | Lt.-Colonel John William Balfour Paul, DSO       | (* 4. Juni 1873 † 23. April 1957) 1927–1939 Falkland P., 1939–1957 Marchmont Herald                                    |            |
| Carrick Pursuivant of Arms    | Sir Alexander Hax Seton, 10. Baronet of Abercorn | (* 14. August 1904 † 7. Februar 1963)                                                                                  |            |

Ordenstrachten
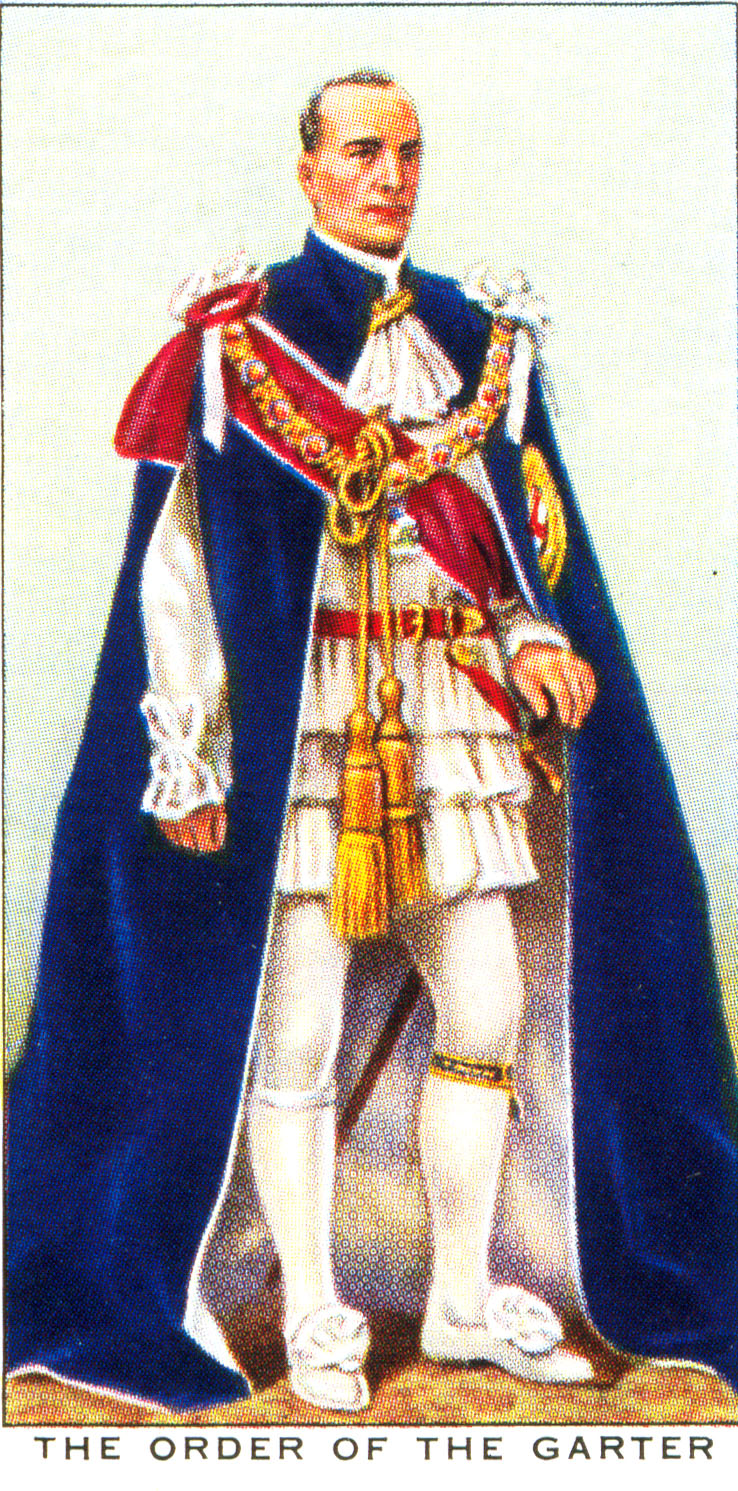
Ordensmantel des Order of the Garter
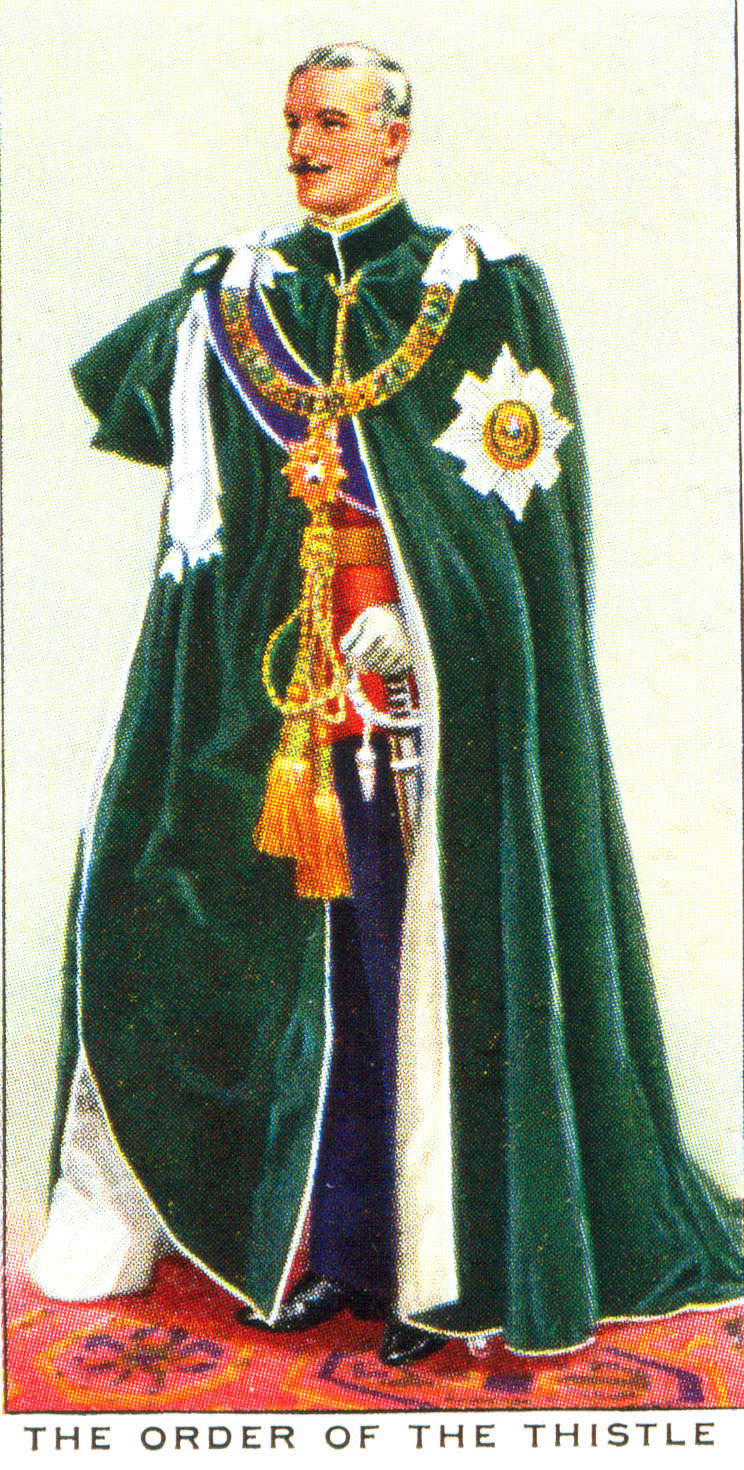
Ordenstracht des Distelordens
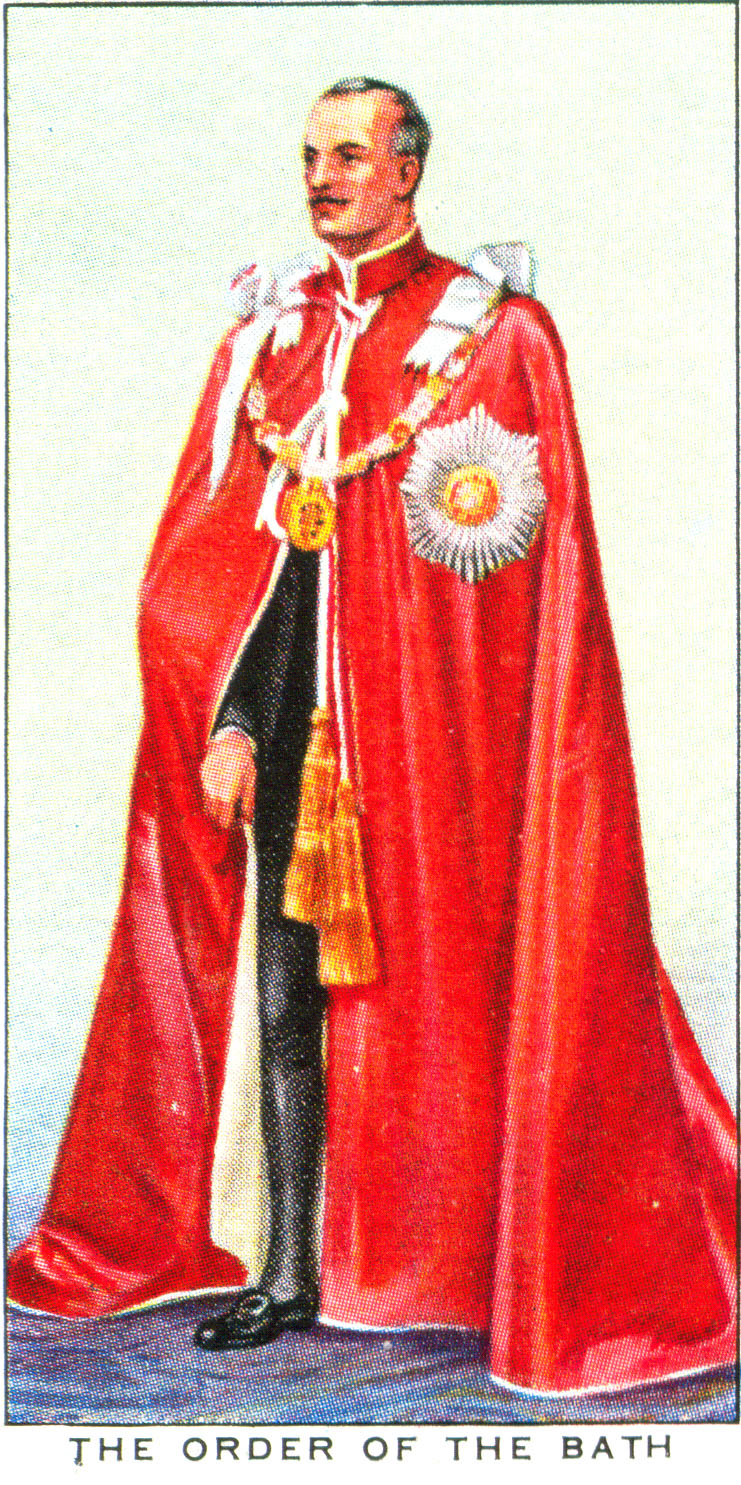
Ordensmantel des Order of the Bath
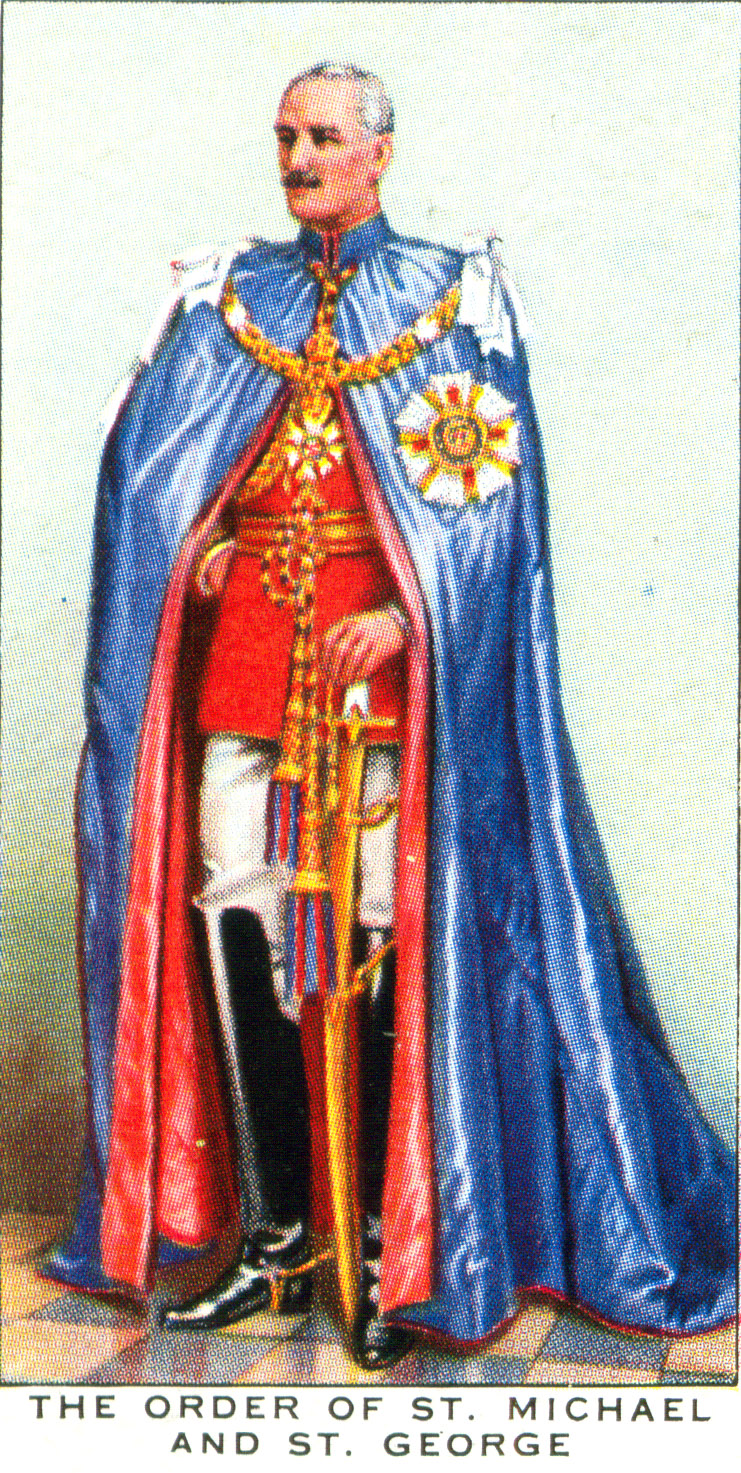
Ordensmantel des Order of St. Michael and St. George
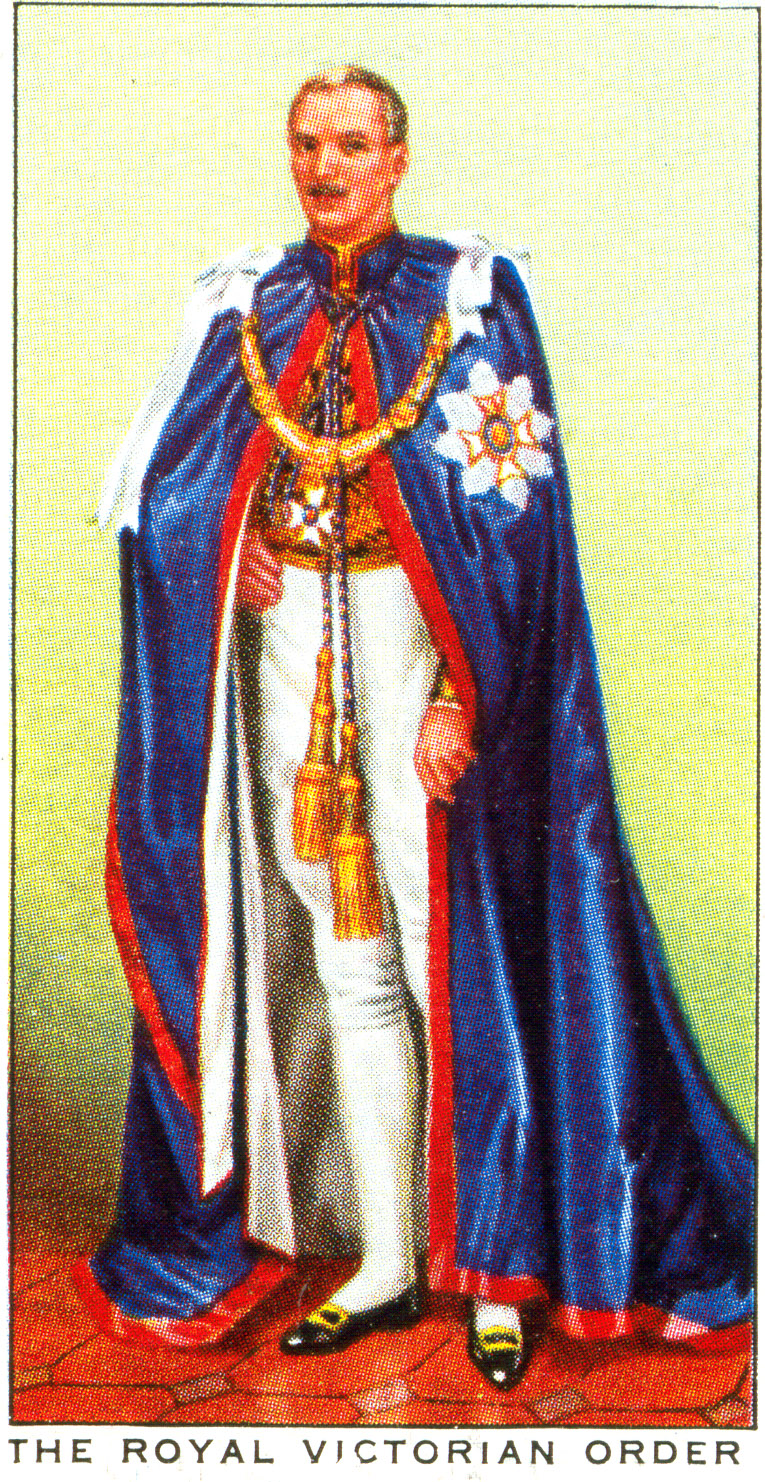
Ordensmantel des Royal Victorian Order
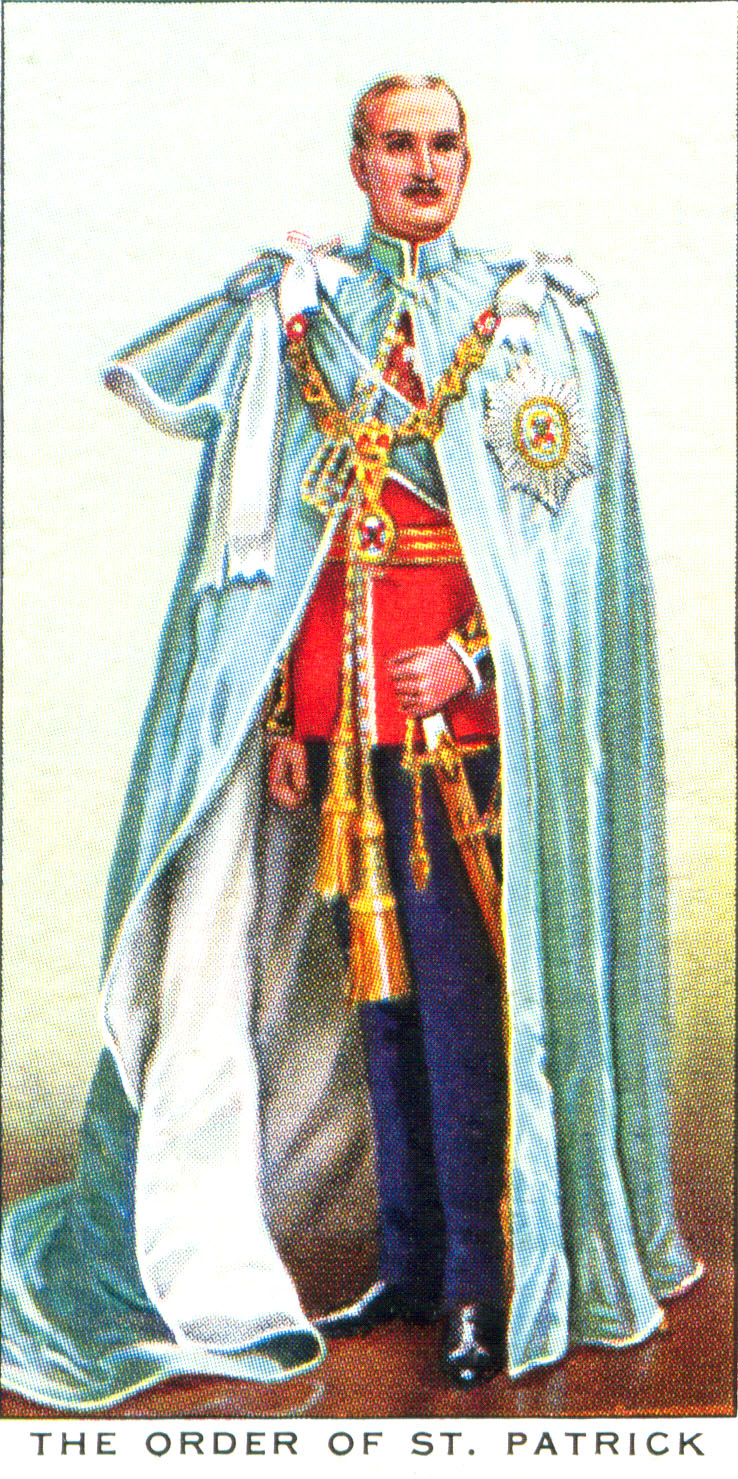
Ordenstracht des Order of Saint Patrick
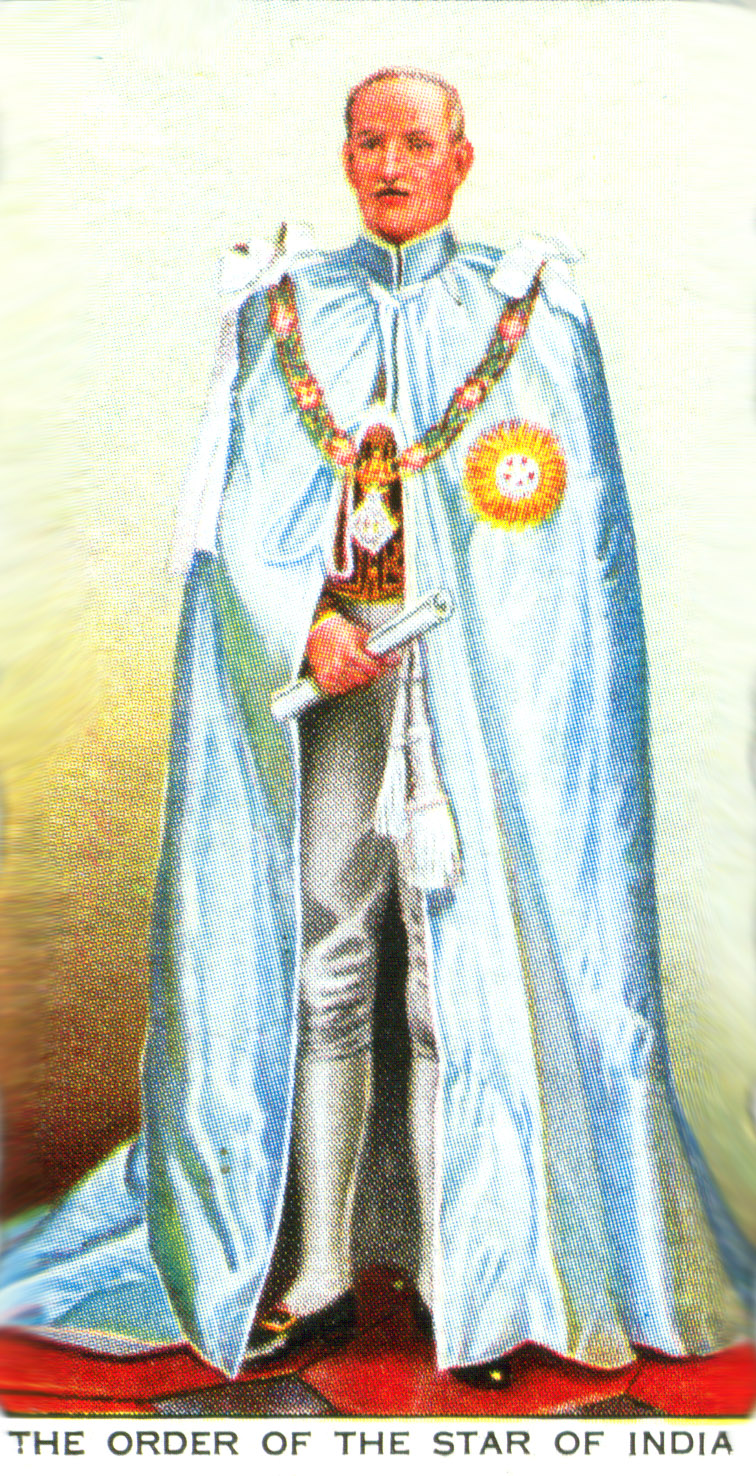
Ordensmantel des Order of the Star of India
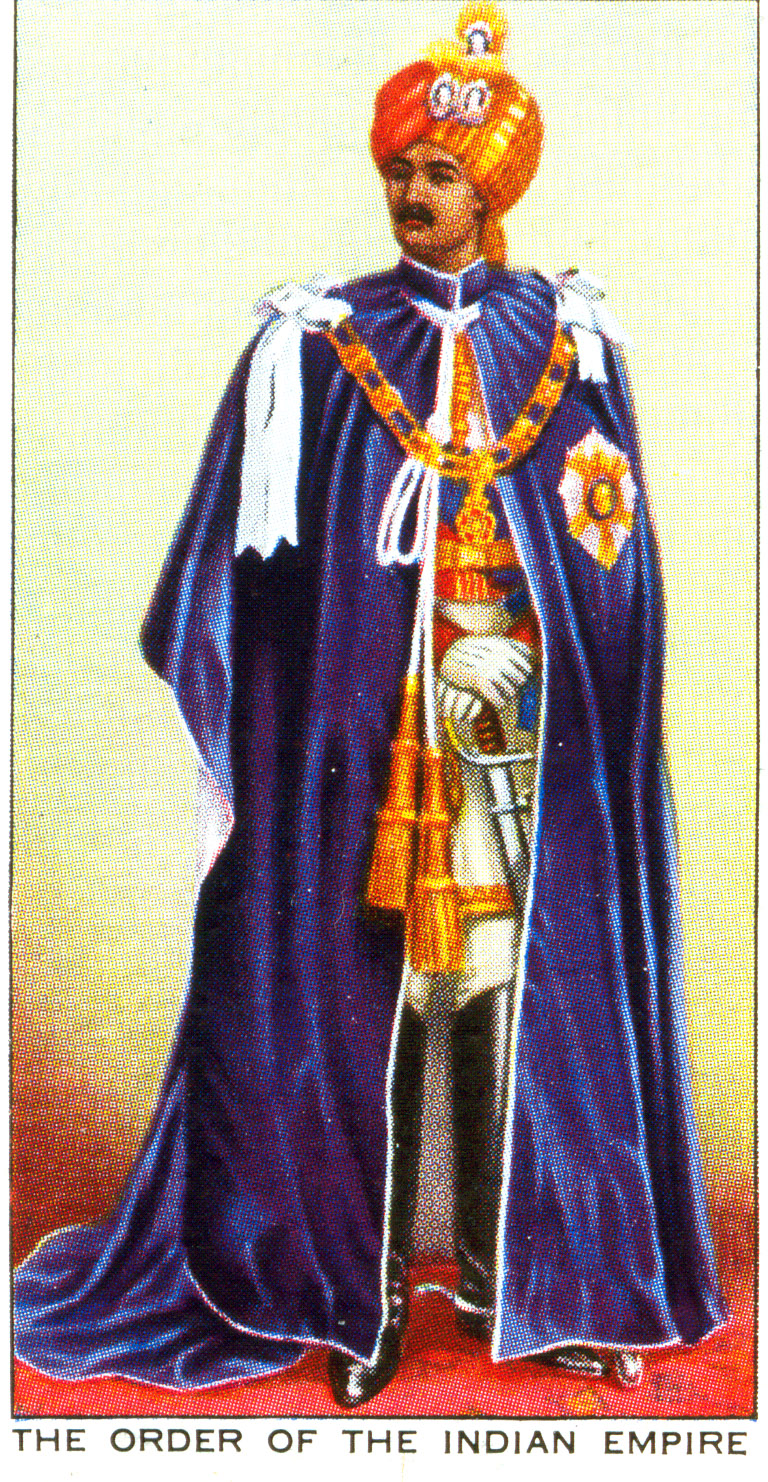
Ordensmantel des Order of the Indian Empire

## Vertreter der Ritterorden
| Amt                                                                            | Person/Titel                                                                 | Anmerkungen                                         |
| Die Offiziere der Ritterorden                                                  | Die Offiziere der Ritterorden                                                | Die Offiziere der Ritterorden                       |
| The Most Excellent Order of the British Empire                                 | The Most Excellent Order of the British Empire                               | The Most Excellent Order of the British Empire      |
| ------------------------------------------------------------------------------ | ---------------------------------------------------------------------------- | --------------------------------------------------- |
| The Gentleman Usher of the Purple Rod                                          | Sir Frederic G. Kenyon, KCB, GBE                                             |                                                     |
| The King of Arms of the Order of the British Empire                            | Admiral Sir Herbert Leopold Heath, KCB, MVO                                  | (1891–1971)                                         |
| The Most Distinguished Order of St. Michael and St. George                     |                                                                              |                                                     |
| The Gentleman Usher of the Blue Rod                                            | Admiral Sir Alan Geoffrey Hotham, CMG, CB                                    | (1876–1959)                                         |
| Der Registrar of the Most Distinguished Order of St. Michael and St. George    | Sir Henry F. Batterbee, GCMG, KCB                                            | (1895–1973)                                         |
| The King of Arms of the Most Distinguished Order of St. Michael and St. George | Sir Frank Athelstane Swettenham, GCMG, CH                                    | (28. März 1850–11. Juni 1946)                       |
| Der Sekretär of the Most Distinguished Order of St. Michael and St. George     | Sir John Loader Maffey, GCMG, KCB, KCVO, CSI, CIE                            | 1947 1. Baron Rugby, (* 1. Juli 1877 † 1969)        |
| The Chancellor of the Order of St. Michael and St. George                      | The Marquess of Willingdon, GCSI, GCMG, GCIE, GBE                            | (* 12. September 1866 † 12. August 1941)            |
|                                                                                | sein Coronet, getragen von seinem Pagen Hon. John Knatchbull                 |                                                     |
| The Most Hounourable Order of the Bath                                         |                                                                              |                                                     |
| The Deputy Secretary                                                           | Major Henry Hudson Fraser Stockley, CVO, OBE                                 | (1879–1970)                                         |
| The Gentleman Usher of the Scarlet Rod                                         | Air-Vice-Marshal Charles Alexander Holcombe Longcroft CB, CMG, DSO, AFC      | (* 13. Mai 1883 † 20. Februar 1958)                 |
| The Registrar and Secretary                                                    | Admiral Richard Greville Arthur Wellington Stapleton-Cotton, CB, CBE, MVO    | (* 7. November 1873 † 5. Januar 1953)               |
| Bath King of Arms                                                              | General Sir Walter Pipon Braithwaite, GCB                                    | (* 11. November 1865 † 7. September 1945)           |
| The Most Ancient and Most Noble Order of the Thistle                           |                                                                              |                                                     |
| The Gentleman Usher of the Green Rod                                           | Brig.-Gen. Sir Robert Gordon Gilmour, 1. Baronet, CB, CVO, DSO               | (* 27. Februar 1857 † 24. Juni 1939)                |
| The Chancellor of the Order of the Thistle                                     | The Earl of Mar and Kellie, KT                                               | (1865–1955), 12. Earl of Mar und 14. Earl of Kellie |
|                                                                                | sein Coronet, getragen von seinem Pagen Alastair Robert Hervey Erskine, Esq. | (* 21. März 1923 † 19. April 1945)                  |
| The Most Noble Order of the Garter                                             |                                                                              |                                                     |
| Der Sekretär                                                                   | Frank Herbert Mitchell, Esq., CVO, CBE                                       | (13. Juni 1878 bis 27. November 1951)               |

### Herolde II.
| Amt             | Person/Titel                       | Anmerkungen                                          |                                 |
| Herolde II.     | Herolde II.                        | Herolde II.                                          |                                 |
| --------------- | ---------------------------------- | ---------------------------------------------------- | ------------------------------- |
| Rothesay Herald | Sir John Mackintosh Norman MacLeod | (10. August 1891 bis 23. September 1939), 2. Baronet |                                 |
| Albany Herald   | Thomas Innes, Esq.                 | (1893–1971) 1945–1969 Lord Lyon King of Arms         | Thomas Innes als Lord Lyon 1953 |

## Standartenträger
| Flagge                                     | Person/Titel                                                                             | Anmerkungen                                                                                 |  |  |
| ------------------------------------------ | ---------------------------------------------------------------------------------------- | ------------------------------------------------------------------------------------------- |  |  |
| Die Flagge des Kaiserreich Indien          | getragen von Sir Malik Feroz Khan Noon                                                   |                                                                                             |  |  |
| Die Flagge der Union von Südafrika         | getragen von Charles Theodore Te Water                                                   |                                                                                             |  |  |
| Die Flagge des Dominion von Neuseeland     | getragen von William Joseph Jordan                                                       | (19. Mai 1879–8. April 1959)                                                                |  |  |
| Die Flagge des Commonwealth von Australien | getragen von The Right Hon. Stanley Melbourne Bruce, CH, MV.                             | 1947 1. Viscount Bruce of Melbourne                                                         |  |  |
| Die Flagge des Dominion von Kanada         | getragen von dem Hon. Vincent Massey                                                     |                                                                                             |  |  |
| Die Flagge des Vereinigten Königreichs     | getragen von Frank Scaman Dymoke                                                         | (* 1862 † 1946) The Queen’s Champion                                                        |  |  |
| Die Flagge des Fürstentums Wales           | getragen von Ivor Windsor-Clive, 2. Earl of Plymouth                                     | (4. Februar 1889–1. Oktober 1943)                                                           |  |  |
| Die Flagge des Fürstentums Wales           | sein Coronet, getragen von seinem Pagen Robert Ivor Windsor-Clive, Viscount Windsor      | (* 9. Oktober 1923)                                                                         |  |  |
| Flaggen der Quarterings of the Royal Arms  | getragen von Bernard Arthur William Patrick Hastings Forbes, 8. Earl of Granard KP, GCVO | (17. September 1874–10. September 1948)                                                     |  |  |
| Flaggen der Quarterings of the Royal Arms  | sein Coronet, getragen von seinem Pagen Donald Seymour Erskine, Esq.                     | (* 28. Mai 1925)                                                                            |  |  |
| Flaggen der Quarterings of the Royal Arms  | getragen von Edward George Villiers Stanley, 17. Earl of Derby, MC                       | (* 4. April 1865 † 4. Februar 1948)                                                         |  |  |
| Flaggen der Quarterings of the Royal Arms  | sein Coronet, getragen von seinem Pagen Hugh Henry Montagu Stanley, Esq.                 | (* 26. Oktober 1926 † 8. Dezember 1971)                                                     |  |  |
| Flaggen der Quarterings of the Royal Arms  | getragen von Henry James Scrymgeour-Wedderburn, Esq.                                     | (1902–1983) Hereditary Royal Standard-Bearer for Scotland (1953), 1953 11. Earl of Dundee   |  |  |
| Die Königliche Flagge                      | getragen von George Cholmondeley, 5. Marquess of Cholmondeley                            | (* 19. Mai 1883 † 16. September 1968), 1936 und 1952–1966 Lord Great Chamberlain of England |  |  |
|                                            | sein Coronet, getragen von seinem Pagen Hon. Julian Charles Fane                         |                                                                                             |  |  |

## Mitglieder des königlichen Hofstaates
| Amt | Person/Titel                                                             | Anmerkungen |                                  |
| Member of the Royal Household I.                                                                                                  | Member of the Royal Household I.                                         | Member of the Royal Household I.                                                                                | Member of the Royal Household I. |
| --- | ------------------------------------------------------------------------ | --- | -------------------------------- |
| The Vice-Chamberlain of the Household                                                                                             | Major Sir George Frederick Davies                                        | (19. April 1875–21. Juni 1950) konservativer Politiker                                                          |                                  |
| The Treasurer of the Household | Sir Frederick George Penny, Bt.                                          | (10. März 1876–1. Januar 1955) 1937 1. Baron Marchwood und 1945 1. Viscount Marchwood, Konservativer Politiker. |                                  |
| The Comptroller of the Household                                                                                                  | Colonel Sir Lambert Ward, Bt., DSO                                       | (7. November 1875–21. Ockober 1956) konservativer Politiker                                                     |                                  |
| The Keeper of the Jewel House auf einem Polster den Krönungsring, die armillae (Armreife) und das Jewelled Sword of State tragend | Admiral Sir Lionel Halsey, GCMG, GCVO, KCIE, CB.                         | (26. Februar 1872–26. Oktober 1949)                                                                             |                                  |
| The Keeper of the Jewel House auf einem Polster den Krönungsring, die armillae (Armreife) und das Jewelled Sword of State tragend | handelnd für Major-General Sir George John Younghusband, KCMG, KCIE, CB. | (* 9. Juli 1859 † 30. September 1944)                                                                           |                                  |

### Herolde III.
| Amt                     | Person/Titel                  | Anmerkungen                                                             |  |
| ----------------------- | ----------------------------- | ----------------------------------------------------------------------- |  |
| Rouge Dragon Pursuivant | Eric Neville Geijer, Esq., MC | (1894–1941), 1926–1941 Rouge Dragon Pursuivant                          |  |
| Rouge Croix Pursuivant  | Philip Walter Kerr, Esq.,     | (* 19. Oktober 1886 † 10. Februar 1941), 1924–1925 und 1937 Rouge Croix |  |

### Baldachinträger
| Amt                                                                                        | Person/Titel                                                            | Anmerkungen                                                          |  |
| ------------------------------------------------------------------------------------------ | ----------------------------------------------------------------------- | -------------------------------------------------------------------- |  |
| The Knights of the Garter Ausgewählt um den Baldachin für die Salbung des Königs zu halten | James Stanhope, 7. Earl Stanhope, KG, DSO, MC                           | (11. November 1880–15. August 1967)                                  |  |
| The Knights of the Garter Ausgewählt um den Baldachin für die Salbung des Königs zu halten | sein Coronet, getragen von seinem Pagen Hon. Norton Knatchbull          | (11. Februar 1922–15. September 1943), 1939 6. Baron Brabourne       |  |
| The Knights of the Garter Ausgewählt um den Baldachin für die Salbung des Königs zu halten | Victor Bulwer-Lytton, 2. Earl of Lytton, KG, GCSI, GCIE                 | (9. August 1876–25. Oktober 1947)                                    |  |
| The Knights of the Garter Ausgewählt um den Baldachin für die Salbung des Königs zu halten | sein Coronet, getragen von seinem Pagen Hon. Matthew Ridley             | (29. Juli 1925–22. März 2012) 1964 4. Viscount Ridley, 1992 KG       |  |
| The Knights of the Garter Ausgewählt um den Baldachin für die Salbung des Königs zu halten | James Hamilton, 3. Duke of Abercorn, KG, KP                             | (* 30. November 1869 † 12. September 1953)                           |  |
| The Knights of the Garter Ausgewählt um den Baldachin für die Salbung des Königs zu halten | sein Coronet, getragen von seinem Pagen Robert Ivan Kenyon-Slaney, Esq. | (* 5. Oktober 1926 † 31. Januar 1984) Enkelsohn des Duke of Abercorn |  |
| The Knights of the Garter Ausgewählt um den Baldachin für die Salbung des Königs zu halten | Charles Vane-Tempest-Stewart, 7. Marquess of Londonderry, KG, MVO       | (* 13. Mai 1878 † 10. Februar 1949)                                  |  |
| The Knights of the Garter Ausgewählt um den Baldachin für die Salbung des Königs zu halten | sein Coronet, getragen von seinem Pagen Michael Charles Stanley, Esq.   | (* 11. August 1921 † 1990), Enkel des Marquess of Londonderry        |  |

## Die Premierminister der Mitglieder desCommonwealthbzw. derDominion
| Amt                                                 | Person/Titel                                    | Anmerkungen                              |  |
| --------------------------------------------------- | ----------------------------------------------- | ---------------------------------------- |  |
| The Lord President of the Council                   | The Right Hon. James Ramsay MacDonald           | (* 12. Oktober 1866; † 9. November 1937) |  |
| Der Premierminister des Vereinigten Königreichs     | The Right Hon. Stanley Baldwin                  | (* 3. August 1867; † 14. Dezember 1947)  |  |
| Der Premierminister der Union von Südafrika         | General the Hon. James Barry Munnick Hertzog    | (* 3. April 1866; † 21. November 1942)   |  |
| Der Premierminister des Dominion von Neuseeland     | The Right Hon. Michael Joseph Savage            | (* 23. März 1872; † 27. März 1940)       |  |
| Der Premierminister des Commonwealth von Australien | The Right Hon. Joseph Aloysius Lyons, CH,       | (* 15. September 1879; † 7. April 1939)  |  |
| Der Premierminister des Dominion von Kanada         | The Right Hon. William Lyon Mackenzie King, CMG | (* 17. Dezember 1874; † 22. Juli 1950)   |  |

## Die Erzbischöfe und der Lordkanzler
| Amt                           | Person/Titel                                                         | Anmerkungen                                                                                        |  |
| ----------------------------- | -------------------------------------------------------------------- | -------------------------------------------------------------------------------------------------- |  |
| Das Kreuz von York            | getragen von The Reverend H. C. Warner, M.A.                         | |  |
| Der Erzbischof von York       | The Most Reverend William Temple, D.D.                               | (* 15. Oktober 1881; † 26. Oktober 1944)                                                           |  |
| Der Erzbischof von York       | begleitet vom Reverend Prebendary Philip William Wheeldon, OBE, M.A. | (1913–1992) 1954–1961 Bischof von Whitby 1961–1965 und 1968–1976 Bischof von Kimberley und Kuruman |  |
| Der Lord High Chancellor      | Douglas Hogg, 1. Viscount Hailsham                                   | (* 28. Februar 1872; † 16. August 1950)                                                            |  |
| Der Lord High Chancellor      | begleitet von seinem Pursebearer Hon. Quintin McGarel Hogg           | (* 9. Oktober 1907; † 12. Oktober 2001) Sohn des Lordkanzlers.                                     |  |
| Der Lord High Chancellor      | sein Coronet, getragen von seinem Pagen Peter Billinge, Esq.         | |  |
| Das Kreuz von Canterbury      | Getragen von Reverend Alan Campbell Don, D.D.                        | 1953 Dekan der Westminster Abbey.                                                                  |  |
| Der Erzbischof von Canterbury | The Most Reverend Cosmo Gordon Lang, D.D.                            | (* 31. Oktober 1864; † 5. Dezember 1945)                                                           |  |
| Der Erzbischof von Canterbury | begleitet von Reverend A. Sargent, M.A.                              | |  |
| Der Erzbischof von Canterbury | und Reverend Lumley Cecil Green-Wilkinson M.A.                       | |  |

## Herolde IV. und Kronjuwelen der Königin
| Amt                                                     | Person/Titel                                                                     | Anmerkungen |  |
| ------------------------------------------------------- | -------------------------------------------------------------------------------- | --- |  |
| Maltravers Herald of Arms Extraordinary                 | Arthur Oswald Barron, Esq.                                                       | (* 3. Januar 1868 † 24. September 1939)                                                                                   |  |
| York Herald of Arms in Ordinary                         | Aubrey John Toppin, Esq.                                                         | (1881–1969) 1923–1932 Bluemantle Herald, 1932–1957 York, 1957–1966 Norroy and Ulster, 1966–1969 Maltravers Herald. (1952) |  |
| Windsor Herald of Arms in Ordinary                      | Alfred Trego Butler, Esq., MC                                                    | (* 8. Oktober 1880 † 22. Dezember 1946) 1626–1931 Portcullis, 1931–1946 Windsor Herald                                    |  |
| The Queens Regalia                                      |                                                                                  | |  |
| The Ivory Rod with the Dove                             | George Baillie-Hamilton, 12. Earl of Haddington, MC                              | (* 18. September 1894 † 17. April 1986), Schottischer Peer                                                                |  |
| The Ivory Rod with the Dove                             | sein Coronet, getragen von seinem Pagen Desmond Barnaby O’Brien, Esq.            | (* 27. August 1926 † 1969) Enkel des 11. Earl of Haddington.                                                              |  |
| The Lord Chamberlain of Her Majesty’s Household         | David Lyulph Gore Wolseley Ogilvy, 12. Earl of Airlie, KCVO, MC                  | (* 18. Juli 1893 † 28. Dezember 1968)                                                                                     |  |
| The Lord Chamberlain of Her Majesty’s Household         | sein Coronet, getragen von seinem Pagen David Ogilvy, Lord Ogilvy                | (* 17. Mai 1926 † 26. Juni 2023) 1968 8. Earl                                                                             |  |
| The Sceptre with the Cross                              | John Manners, 9. Duke of Rutland                                                 | (* 21. September 1886 † 22. April 1940)                                                                                   |  |
| The Sceptre with the Cross                              | sein Coronet, getragen von seinem Pagen Lord Roger David Manners                 | (* 23. September 1925 † 1. Oktober 2017) Jüngster Sohn des Duke                                                           |  |
| Sergeant at Arms                                        | G.D. Fields, Esq., MVO                                                           | |  |
| Her Majesty’s Crown                                     | William Cavendish-Bentinck, 6. Duke of Portland                                  | (* 28. Dezember 1857 † 26. April 1943)                                                                                    |  |
| Her Majesty’s Crown                                     | sein Coronet, getragen von seinem Pagen Andrew Michael John Erskine-Wemyss, Esq. | (* 23. September 1925) Enkel des Duke                                                                                     |  |
| Sergeant at Arms                                        | F.S.Osgood, Esq., CBE, MVO                                                       | |  |
| Der Harbinger des Honourable Corps of Gentlemen at Arms | Brigade-General Sir Ernest Frederick Orby Gascoigne, KCVO, CMG, DSO              | (* 1873 † 1944) |  |
| The Clerk of the Cheque and Adjutant                    | Brigade-General Robert Harvey Kearsley, CMG, DSO                                 | (* Mai 1880 † 9. Mai 1956)                                                                                                |  |

## Königin Elizabeth
| Amt | Person/Titel | Anmerkungen |
| zur Linken: Fünf Gentlemen-at-Arms                                                                     | zur Linken: Fünf Gentlemen-at-Arms | zur Linken: Fünf Gentlemen-at-Arms |
| zur Rechten: Fünf Gentlemen-at-Arms                                                                    | zur Rechten: Fünf Gentlemen-at-Arms | zur Rechten: Fünf Gentlemen-at-Arms |
| --- | --- | --- |
| Zur Linken: Der Bischof von Blackburn                                                                  | The Right Rev. Percy Mark Herbert, D.D.                                                                                                  | (* 24. April 1885, † 22. Januar 1968) 1927–1942 erster Bischof von Blackburn, 1942–1949 Bischof von Norwich (1953) |
| | The Queen in Her Royal Robes | |
| Zur Rechten: Der Bischof von St. Albans                                                                | The Right Rev. Michael Bolton Furse, D.D.                                                                                                | († 18. Juni 1955) von 1909 bis 1920 Bischof von Pretoria, 1920–1944 von St. Albans |
| Ihrer Majestäts Schleppe, getragen von der Mistress of the Robes The Duchess Dowager of Northumberland | Helen Magdalan Gordon-Lennox (* 13. Dezember 1886 † 13. Juni 1965) Sie war von 1937 bis 1964 Mistress of the Robe der Königin Elizabeth. | |
| Ihrer Majestäts Schleppe, getragen von der Mistress of the Robes The Duchess Dowager of Northumberland | die Rangkrone der Mistress of the Robe, getragen von ihrem Pagen Lord Geoffrey William Percy                                             | (* 8. Juli 1925) jüngster Sohn der Herzoginwitwe. |
| Der Mistress of the Robes assistieren:                                                                 | | |
| | Lady Ursula Isabel Manners | (* 8. November 1916) Tochter des 9. Duke of Rutland, verheiratet 1943 (geschieden) mit Anthony Freire Marreca und 1951 mit Robert Erland Nicholai d’Abo |
| | Lady Diana Legge | (* 14. November 1910 † 25. Februar 1970), Tochter des 7. Earl of Dartmouth |
| | Lady Victoria Margaret Cavendish-Bentinck                                                                                                | (* 9. Oktober 1918 † 29. August 1955) Tochter des 7. Duke of Portland, verheiratet am 12. April 1950 mit Don Gaetano Parente, Principe di Castel Viscardo. |
| | Lady Lady Elizabeth Ivy Percy | (* 25. Mai 1916 † 16. September 2008) Tochter des 8. Duke of Northumberland, 1937 verheiratet mit dem 14. Duke of Hamilton sowie 11. Duke of Brandon. |
| | Lady Elizabeth Hester Mary Paget | (* 28. Oktober 1916 † 1980) Tochter des 6. Marquess of Anglesey, verheiratet 1939 mit Raimund von Hofmannsthal, Sohn Hugo von Hofmannsthals. |
| | Lady Iris Mountbatten | (* 13. Januar 1920 Kensington Palace, † 1. September 1982 Toronto) Tochter von Alexander Mountbatten, 1. Marquess of Carisbrooke |
| Ladies of the Bedchamber:                                                                              | | |
| | The Viscountess Halifax | Lady Dorothy Evelyn Augusta Onslow († 1953) 1909 verheiratet mit Edward Frederick Lindley Wood, 1. Earl of Halifax |
| | The Countess Spencer | Lady Cynthia Elinor Beatrix Hamilton (* 16. August 1897 † 4. Dezember 1972), Tochter des James Albert Edward Hamilton, 3. Duke of Abercorn, 1909 verheiratet mit Albert Edward John Spencer, 7. Earl Spencer, Großmutter von Diana Spencer, Prinzessin von Wales.            |
| | The Lady Nunburnholme | Lady Mary Beatrice Thynne (* 6. Mai 1903 † 11. Dezember 1974) Tochter von Thomas Henry Thynne, 5. Marquess of Bath. 1927 verheiratet (1947 geschieden) mit Charles John Wilson, 3. Baron Nunburnholme.                                                                       |
| | The Viscountess Hambleden | Lady Patricia Herbert (* 12. November 1904 † 19. März 1994) Tochter von Reginald Herbert, 15. Earl of Pembroke. Verheiratet 1928 mit William Smith, 3. Viscount Hambleden |
| | Lady Katharine Seymour | Lady Katharine Hamilton (* 25. Februar 1900 † 28. April 1985) Tochter des James Albert Edward Hamilton, 3. Duke of Abercorn, 1930 Ehefrau des Lt.-Col. Sir Reginald Henry Seymour.                                                                                           |
| | Lady Helen Graham, DCVO | Lady Helen Violet Graham (* 1. Juli 1879 † 27. August 1945) unverheiratete Tochter von Douglas Graham, 5. Duke of Montrose. Präsidentin des YMCA im Vereinigten Königreich und Lady of the Bedchamber Königin Marias und Königin Elizabeths.                                 |
| | Hon. Mrs. Geoffrey Bowlby CVO | Lettice Annesley (* 24. September 1885 † 1988) Tochter von Arthur Annesley, 11. Viscount Valentia und Witwe (⚭ 1911) Captain Geoffrey Vaux Salvin Bowlby. |
| | Lady Hyde | Marion Feodorovna Louise Glyn (* 23. August 1900 † 13. Dezember 1970) Tochter Frederic Glyn, 4. Baron Wolverton und Ehefrau (⚭ 1932) Herbert Arthur Edward Hyde Villiers, Lord Hyde, Sohn des 6. Earl of Clarendon. Woman of the Bedchamber der Königin Elisabeth 1937–1970. |
| Der Privatsekretär der Königin                                                                         | Captain Richard John Streatfeild | (* 18. Dezember 1903 † 17. Juli 1952) |
| The Treasurer to the Queen                                                                             | Rear-Admiral Sir Basil Vernon Brooke, KCVO                                                                                               | (* 9. März 1876 † 11. Dezember 1945), 1922–1925 Kommandant der Alexandra und 1937–1945 Groom-in-Waiting und Extra Equerry König George VI. |

## Herolde V.
| Amt              | Person/Titel                                   | Anmerkungen |  |
| ---------------- | ---------------------------------------------- | --- |  |
| Richmond Herald  | Henry Robert Charles Martin, Esq.              | (1889–1942) 1922–1928 Rouge Croix Pursuivant of Arms in Ordinary, 1928–1942 Richmond Herald of Arms in Ordinary |  |
| Chester Herald   | John Dunamace Heaton-Armstrong, Esq., MVO      | (1888–1967) 1956–1967 Clarenceux King of Arms (1953)                                                            |  |
| Somerset Herald  | George Rothe Bellew, MVO                       | (1899–1993) 1950–1961 Garter King of Arms (1953)                                                                |  |
| Lancaster Herald | Archibald George Blomefield Russell, Esq., MVO | (1879–1955) 1954–1955 Clarenceux King of Arms                                                                   |  |

## Träger derRegaliendes Vereinigten Königreichs
| Regalie                                                       | Träger | Anmerkungen |  |
| ------------------------------------------------------------- | --- | --- |  |
| Saint Edwards Stab                                            | getragen von The Viscount Halifax, KG, GCSI, GCIE                                                              | |  |
| Saint Edwards Stab                                            | sein Coronet, getragen von seinem Pagen Henry Lambert Middleton, Esq.                                          | (* 26. August 1923 † 17. Januar 1998) TV-Produzent und Geschäftsführer der BBC                                                                     |  |
| Das Zepter mit dem Kreuz                                      | getragen von Duke of Somerset DSO, OBE                                                                         | (* 1. Mai 1882 † 26. April 1954) |  |
| Das Zepter mit dem Kreuz                                      | sein Coronet, getragen von seinem Pagen Frank S. Skelton, Esq.                                                 | |  |
| ein Goldener Sporn                                            | getragen von Richard Francis Roger Yarde-Buller, 4. Baron Churston                                             | (1910–1991) (erblicher Dienst) |  |
| ein Goldener Sporn                                            | sein Coronet, getragen von seinem Pagen Hon. David Alan Bethell                                                | (* 16. Juli 1922 † 17. Oktober 2001) 1961 5. Lord Westbury                                                                                         |  |
| ein Goldener Sporn                                            | getragen von Albert Edward Delaval Astley, 21. Baron Hastings                                                  | (1882–1956) (erblicher Dienst) |  |
| ein Goldener Sporn                                            | sein Coronet, getragen von seinem Pagen David Frances Wyndham, Esq.                                            | (* 13. Dezember 1922 † gef. 16. August 1944 Normandie) Verwandter des Barons                                                                       |  |
| Das dritte Schwert                                            | getragen von Marshal of the Royal Air Force The Viscount Trenchard, GCB, GCVO, DSO                             | (* 3. Februar 1873 in Taunton, Somerset; † 10. Februar 1956 in London)                                                                             |  |
| Das dritte Schwert                                            | sein Coronet, getragen von seinem Pagen Hon. Hugh Trenchard                                                    | (* 6. Juni 1921 † gef. im März 1943) ältester Sohn des Viscount                                                                                    |  |
| Das Curtana                                                   | getragen von William Boyle, 12. Earl of Cork and Orrery, GCB, GCVO.                                            | (* 30. November 1873 † 19. April 1967) |  |
| Das Curtana                                                   | sein Coronet, getragen von seinem Pagen Richard Bentinck, Viscount Boyle, Esq.                                 | (* 23. Oktober 1924), 1963 9. Earl of Shannon |  |
| Das zweite Schwert                                            | getragen von The Field-Marshal The Lord Milne                                                                  | (* 5. November 1866; † 23. März 1948 in London) |  |
| Das zweite Schwert                                            | sein Coronet, getragen von seinem Pagen John C. Armitage, Esq.                                                 | |  |
| Norroy King of Arms                                           | Major Algar Henry Stafford Howard, CVO, MC.                                                                    | (* 7. August 1880 † 14. Februar 1970) 1943 erster Norroy and Ulster King of Arms                                                                   |  |
| Ulster King of Arms                                           | Major Sir Nevile Rodwell Wilkinson, KCVO                                                                       | (* 26. Oktober 1869 † 22. Dezember 1940) 1908–1940 Ulster King at Arms                                                                             |  |
| Lyon King of Arms                                             | Sir Francis James Grant, KCVO                                                                                  | (1863–1953) |  |
| Clarenceux King of Arms                                       | Sir Arthur William Steuart Cochrane, KCVO                                                                      | (* 27. April 1872 † 11. Januar 1954) |  |
| The Right Hon. The Lord Mayor of London bearing the City Mace | Sir George Thomas Broadbridge                                                                                  | (* 13. Februar 1869 † 17. April 1952) 1945 1. Baron Broadbridge                                                                                    |  |
| Garter Principal King of Arms                                 | Sir Gerald Woods Wollaston, KCVO                                                                               | (1874–1957) 1930–1944 Garter King of Arms, 1944–1957 Norroy and Ulster King of Arms                                                                |  |
| The Gentleman Usher of the Black Rod                          | Lt.-General Sir William Pulteney Pulteney, GCVO, KCB, KCMG, DSO                                                | (* 18. Mai 1861 † 14. November 1941) |  |
| The Lord Great Chamberlain                                    | Gilbert Heathcote-Drummond-Willoughby, 2. Earl of Ancaster GCVO                                                | (* 29. Juli 1867 † 29. September 1951) Von 1910 bis 1951 Lord Great Chamberlain                                                                    |  |
| The Lord Great Chamberlain                                    | sein Coronet, getragen von seinem Pagen Lord John Manners                                                      | (* 18. Juli 1922 † 11. November 2001) zweiter Sohn des 9. Duke of Rutland                                                                          |  |
| The Lord High Steward of Ireland                              | John George Charles Henry Alton Alexander Chetwynd-Talbot, 21. Earl of Shrewsbury, 6. Earl Talbot              | (1914–1980) (erbliches Amt) |  |
| The Lord High Steward of Ireland                              | sein Coronet, getragen von seinem Pagen Christopher Michael Edward Talbot, Esq.                                | (* 29. September 1928) |  |
| The High Constable of Scotland                                | The Josslyn Victor Hay, 22. Earl of Erroll                                                                     | (11. Mai 1901, Mayfair, London † 24. Januar 1941 Nairobi-Ngong)                                                                                    |  |
| The High Constable of Scotland                                | sein Coronet, getragen von seinem Pagen Alastair Hay, Esq.                                                     | (* 1941) Sohn des Baron Kilmarnock |  |
| The Earl Marshal                                              | Bernard Marmaduke Fitzalan-Howard, 16. Duke of Norfolk, KG, GCVO                                               | (* 30. Mai 1908 † 31. Januar 1975) |  |
| The Earl Marshal                                              | begleitet von seinen beiden Pagen Martin Fitzalan-Howard,                                                      | (* 22. Oktober 1922 † 1. August 2003) |  |
| The Earl Marshal                                              | Charles James Ruthven Howard Viscount Morpeth                                                                  | (* 21. Februar 1923 † 28. November 1994) 1963 12. Earl of Carlisle                                                                                 |  |
| The Sword of State                                            | getragen von Lawrence Dundas, 2. Marquess of Zetland, GCSI, GCIE                                               | (* 11. Juni 1876 † 6. Februar 1961) |  |
| The Sword of State                                            | sein Coronet, getragen von seinem Pagen Hon. Hon. Bryan Rupert Beckett                                         | (* 24. Juli 1922 † 11. März 1943) Sohn des 3. Baron Grimthorpe                                                                                     |  |
| The Lord High Constable of England                            | The Marquess of Crewe, KG,                                                                                     | (* 12. Januar 1858 † 20. Juni 1945) |  |
| The Lord High Constable of England                            | begleitet von seinen beiden Pagen Colin Dodds, Esq.                                                            | |  |
| The Lord High Constable of England                            | Euan Douglas Graham, Esq.                                                                                      | (* 29. Juli 1924) |  |
| The Rod with the Dove                                         | getragen von Frederick Charles Gordon-Lennox, 9. Duke of Richmond, Lennox and Gordon und Herzog von Aubigny    | (* 5. Februar 1904 † 2. November 1989) erblicher Dienst                                                                                            |  |
| The Rod with the Dove                                         | sein Coronet, getragen von seinem Pagen Charles de Grey Vyner, Esq.                                            | (* 21. Januar 1926 gef. 2. Mai 1945 Rangoon) |  |
| Saint Edward’s Crown                                          | getragen von The Lord High Steward James Edward Hubert Gascoyne-Cecil, 4. Marquess of Salisbury, KG, GCVO, CB, | (* 23. Oktober 1861 † 4. April 1947) |  |
| Saint Edward’s Crown                                          | begleitet von seinen beiden Pagen John Julian Stafford Ormsby-Gore, Esq.                                       | (* 12. April 1925) Sohn des 4. Baron Harlech |  |
| Saint Edward’s Crown                                          | Hon. John Manners                                                                                              | (* 18. Juli 1922) Sohn des 9. Duke of Rutland |  |
| The Orb                                                       | getragen von George Sutherland-Leveson-Gower, 5. Duke of Sutherland, KT                                        | (* 29. August 1888 † 1. Februar 1963) |  |
| The Orb                                                       | sein Coronet, getragen von seinem Pagen Hon. Peter Alistair Ward                                               | (* 8. Februar 1926 † 24. März 2008) dritter Sohn des 3. Earl of Dudley                                                                             |  |
| The Paten                                                     | getragen vom Bischof von London, The Right Reverend Arthur Foley Winnington-Ingram, KCVO, D.D.                 | (* 26. Januar 1858 † 26. Mai 1946) |  |
| The Bible                                                     | getragen vom Bischof von Norwich, The Right Reverend Bertram Pollock, KCVO, D.D.                               | (* 6. Dezember 1863 † 17. Oktober 1943) |  |
| The Chalice                                                   | getragen vom Bischof von Winchester, The Right Reverend Cyril Forster Garbett, D.D.                            | (* 6. Februar 1875 † 31. Dezember 1955) Bischof von Southwark 1919–1932, Bischof von Winchester 1932–1942 und Erzbischof von York 1942–1955 (1953) |  |

## Der König
| Amt | Person/Titel                                                                      | Anmerkungen                                                                                 |  |
| --- | --------------------------------------------------------------------------------- | ------------------------------------------------------------------------------------------- |  |
| The Standard Bearer | Brig-General Sir Archibald Fraser Home, KCVO, CB, CMG, DSO                        | (1874–1953)                                                                                 |  |
| zehn Gentleman-at-Arms |                                                                                   |                                                                                             |  |
| Bischof von Bath and Wells | The Right Reverend St John Basil Wynne Willson, D.D.                              | (* 28. August 1868 † 15. Oktober 1946)                                                      |  |
| Der König in seiner königlichen Robe aus purpurnen Samt, umsäumt mit Hermelin und belegt mit goldenen Applikationen Er trägt die Collane des Hosenbandordens und die Cap of Estate. |                                                                                   |                                                                                             |  |
| Bischof von Durham | The Right Reverend Herbert Hensley Henson, D.D.                                   | (1863–1947)                                                                                 |  |
| Der Lieutenant | Colonel Sir St. John C. Gore, CB, CVO, CBE                                        |                                                                                             |  |
| zehn Gentleman-at-Arms |                                                                                   |                                                                                             |  |
| Seine Majestäts Schleppe, getragen durch | George Haig, 2. Earl Haig                                                         | (* 15. März 1918; † 9. Juli 2009) Sohn von Douglas Haig, 1. Earl Haig                       |  |
| Seine Majestäts Schleppe, getragen durch | Henry Kitchener, 3. Earl Kitchener of Khartoum                                    | (* 24. Februar 1919; † 16. Dezember 2011)                                                   |  |
| Seine Majestäts Schleppe, getragen durch | Alexander Arthur Alphonso David Maule Ramsay of Mar, Esq.                         | (* 21. Dezember 1919; † 20. Dezember 2000)                                                  |  |
| Seine Majestäts Schleppe, getragen durch | George Lascelles, Viscount Lascelles                                              | (* 7. Februar 1923; † 11. Juli 2011) 1947 7. Earl of Harewood                               |  |
| Seine Majestäts Schleppe, getragen durch | George Raymond Seymour, Esq.                                                      | (* 5. Mai 1923)                                                                             |  |
| Seine Majestäts Schleppe, getragen durch | George Edward Charles Hardinge, Esq.                                              | (* 31. Oktober 1921; † 14. Juli 1997) 1960 3. Baron Hardinge of Penshurst                   |  |
| Seine Majestäts Schleppe, getragen durch | Montague Robert Vere Eliot, Esq.                                                  | (* 29. Oktober 1923; † 16. Mai 1994) zweiter Sohn des Montague Eliot, 8. Earl of St Germans |  |
| Seine Majestäts Schleppe, getragen durch | Rognvald Herschell, 3. Baron Herschell                                            | (* 13. September 1923; † 26. Oktober 2008)                                                  |  |
| Seine Majestäts Schleppe, getragen durch | George Jellicoe, 2. Earl Jellicoe                                                 | (* 4. April 1918; † 22. Februar 2007)                                                       |  |
| The Groom of the Robes | Commander Harold G. Campbell, CVO, DSO, RN                                        | (1888–1969)                                                                                 |  |
| The Vice-Admiral of the United Kingdom | Admiral Hon. Stanley Cecil James Colville, GCB, GCMG, GCVO                        | (* 21. Februar 1861; † 9. April 1939)                                                       |  |
| The Master of the Horse | Henry Hugh Arthur Somerset, 10. Duke of Beaufort KG, GCVO                         | (1900–1984)                                                                                 |  |
| The Master of the Horse | sein Coronet, getragen von seinem Pagen David Anthony Thomas Fane, Lord Burghersh | (* 1. März 1924; † 8. September 1993) 1948 15. Earl of Westmorland                          |  |
| The Gold-Stick-in-Waiting | Field-Marshal Sir William Riddell Birdwood, Bt., GCB, GCSI, GCMG, CIE, DSO        | (* 13. September 1865; † 17. Mai 1951)                                                      |  |

## Sein Gefolge
| Amt | Person/Titel                                                            | Anmerkungen                                                                                 |
| --- | ----------------------------------------------------------------------- | ------------------------------------------------------------------------------------------- |
| The Captain General of the Queen’s Bodyguard for Scotland (The Royal Company of Archers) and Gold Stick for Scotland, | Sidney Herbert Buller-Fullerton-Elphinstone, Lord Elphinstone, KT       | (* 27. Juli 1869; † 28. November 1955)                                                      |
| The Captain General of the Queen’s Bodyguard for Scotland (The Royal Company of Archers) and Gold Stick for Scotland, | sein Coronet, getragen von seinem Pagen Charles Alexander Cameron, Esq. | (* 29. September 1920)                                                                      |
| Lord in Waiting | The Lord Wigram, GCB, GCVO, CSI                                         | (* 5. Juli 1873; † 3. September 1960) 1931–1936 Privatsekretär König George V.              |
| Lord in Waiting | sein Coronet, getragen von seinem Pagen Hector Laing, Esq.              | (* 12. Mai 1923; † 21. Juni 2010)                                                           |
| The Captain of the Yeomen of the Guard                                                                                | Colonel Arthur Chichester, 4. Baron Templemore, DSO, OBE.               | (* 12. September 1880; † 2. Oktober 1953)                                                   |
| The Captain of the Yeomen of the Guard                                                                                | sein Coronet, getragen von seinem Pagen Hon. Peter Algernon Strutt      | (* 18. Juni 1924; † 27. Oktober 2007) Dritter Sohn von Algernon Strutt, 3. Baron Belper     |
| The Captain of the Hon. Corps of Gentlemen at Arms                                                                    | Brig.General the George Charles Bingham Earl of Lucan, KBE, CB.         | (* 13. Dezember 1860; † 20. April 1949)                                                     |
| The Captain of the Hon. Corps of Gentlemen at Arms                                                                    | sein Coronet, getragen von seinem Pagen Viscount Althorp                | (* 24. Januar 1924; † 29. März 1992) 1975 8. Earl Spencer. Vater Prinzessin Diana von Wales |
| The Keeper of Her Majesty’s Privy Purse                                                                               | Major Sir James Ulick Francis Canning Alexander, KCVO, CMG, OBE.        | (* 10. Februar 1889; † 4. April 1973)                                                       |
| The Private Secretary to the King                                                                                     | The Rt. Hon. Sir Alexander H. L. Hardinge GCVO, KCB, MC.                | (* 17. Mai 1894; † 29. Mai 1960) Privatsekretär von Edward VIII. und George VI.             |
| The Crown Equerry | Colonel Sir Arthur Edward Erskine, GCVO, DSO                            | (* 1. September 1881; † 24. Juli 1963)                                                      |
| The Comptroller Lord Chamberlain’s Office                                                                             | Lieut.-Colonel Sir Terence Edmund Gascoigne Nugent, GCVO, MC            | (1895–1973) 1960 Baron Nugent (1953)                                                        |
| Groom in Waiting | Arthur Horace Penn, Esq.                                                | (* 20. April 1886; † 30. Dezember 1960)                                                     |
| Equerries to the King                                                                                                 | Thomas William Edward Coke, Esq. MVO                                    | (* 16. Mai 1908; † 3. September 1976), 1949 5. Earl of Leicester                            |
| Equerries to the King                                                                                                 | Lt. Colonel Hon. Piers Walter Legh, CMG, CIE, CVO, OBE                  | (* 12. Dezember 1890; † 16. Oktober 1955) 1941–1953 Master of the Household                 |
| The Field-Officer-In-Brigade Waiting                                                                                  | Colonel Guy Elland Carne Rasch, CVO, DSO                                | (* 15. August 1885; † 3. September 1955)                                                    |
| The Silver-Stick-in-Waiting                                                                                           | Lt.-Colonel Elmer John Leyland Speed MC                                 | (* 1892)                                                                                    |
| The Ensign of the Yeomen of the Guard                                                                                 | Lt. Colonel George Reginald Lascelles, CVO, OBE                         | (* 14. April 1864; † 26. Februar 1939)                                                      |
| The Lieutenant of the Yeomen of the Guard                                                                             | Colonel Sir Colin William MacRae, CVO, CBE                              | († 1953)                                                                                    |
| The Clerk of the Cheque and Adjutant of the Yeomen of the Guard                                                       | Brig.-General Robert Chalne Alexander McCalmont, DSO                    | [ 20 ]                                                                                      |
| Exon of the Yeomen of the Guard                                                                                       | Major Hon. Edric Alfred Cecil Weld-Forester                             | (* 26. Februar 1880; † 24. September 1963)                                                  |
| Exon of the Yeomen of the Guard                                                                                       | Lt.-Colonel Edward Boscawen Frederick                                   | (* 29. Juni 1880; † 26. Oktober 1956), 9. Baron Frederick                                   |
| Exon of the Yeomen of the Guard                                                                                       | Lt.-Colonel William Otter Gibbs                                         | (* 13. September 1883; † 22. März 1960)                                                     |
| Twelve Yeomen of the Queen’s Bodyguard of the Yeomen of the Guard                                                     |                                                                         |                                                                                             |

## Deutscher Vertreter bei der Krönung
- Feldmarschall Werner von Blomberg, begleitet von Admiral Otto Schultze.[24]

## Quelle
- London Gazette (Supplement). Nr. 34453, HMSO, London, 10. November 1937, S. 7031–7082 (PDF, englisch).